# Тёмин, Виктор Антонович
Виктор Антонович Тёмин (21 октября [3 ноября] 1908 — 9 января 1987) — советский фотокорреспондент. Работал в газетах «Красная Татария», «Правда» и «Известия», а также в журнале «Огонёк» и ТАСС. Заслуженный работник культуры РСФСР. Заслуженный деятель искусств Марийской АССР (1973). Почётный гражданин Йошкар-Олы (1975). Участник Великой Отечественной войны.

## Биография
Виктор Антонович Тёмин родился 21 октября (3 ноября) 1908 года в Царевококшайске (ныне Йошкар-Ола, Республика Марий Эл) в семье священнослужителя. Свой первый фотоснимок сделал в Мензелинске, когда был ещё школьником.
В 1922 году начал работать корреспондентом газеты «Известия ТатЦИКа». В 1929 году по заданию редакции «Красной Татарии» Виктор Антонович фотографировал приехавшего в Казань Максима Горького. При встрече писатель подарил корреспонденту портативный фотоаппарат «Лейка».
В 1930-е годы В. А. Тёмин снял ряд значимых событий: первую экспедицию на Северный полюс, эпопею спасения челюскинцев, перелёты В. П. Чкалова, А. В. Белякова и Г. Ф. Байдукова, первый перелёт женщин-лётчиц на самолёте «Родина», экспедиции в Арктику на ледоколах «Таймыр», «Мурманск», «Ермак», «Садко». В 1938 году принимал участие в боях как фотокорреспондент у озера Хасан и у реки Халхин-Гол, где познакомился с командующим первой армейской группой советских войск в Монголии Георгием Константиновичем Жуковым.
В годы Великой Отечественной войны В. А. Тёмин как фронтовой корреспондент бывал на разных фронтах. В полдень 1 мая 1945 года с борта самолёта По-2 сфотографировал Знамя Победы. Этот снимок был оперативно доставлен им в редакцию «Правды». Фото «Знамя Победы над рейхстагом» было напечатано газетами и журналами десятков стран мира. Лётчик И. Ветшак впоследствии вспоминал:

«В связи с очень сложной обстановкой нам, к сожалению, удалось всего только раз пролететь вблизи Рейхстага, где развевался красный флаг. Вот так и появился этот единственный снимок».
Позднее на линкоре «Миссури» В. А. Тёмин фотографировал подписание Акта о капитуляции Японии.
Был корреспондентом «Правды» на Нюрнбергском процессе.
Кроме того, в течение 35 лет Тёмин регулярно снимал писателя М. А. Шолохова. Считается одним из самых оперативных и высокопрофессиональных фоторепортёров советской журналистики.
В. А. Тёмин умер 9 января 1987 года. Похоронен в Москве на Кунцевском кладбище.

## Награды
- Орден Красной Звезды (06.09.1942)[5]
- Орден Красной Звезды (29.09.1945)[5]
- Орден Красной Звезды (18.06.1945)[5]
- Орден Отечественной войны I степени (06.04.1985)[6]
- Орден Отечественной войны II степени (10.10.1943)[5]
- Медаль За отвагу (17.11.1939)[5]
- Другие медали[5]
- Знак «Участнику боёв у Халхин-Гола»
- Заслуженный работник культуры РСФСР[1]
- Заслуженный деятель искусств Марийской АССР (1973) [1]
- Почётный гражданин Йошкар-Олы (1975)[1]